# Калюмет (Пенсільванія)
Калюмет (англ. Calumet) — переписна місцевість (CDP) в США, в окрузі Вестморленд штату Пенсільванія. Населення — 1145 осіб (2020).

## Географія
Калюмет розташований за координатами 40°13′8″ пн. ш. 79°29′21″ зх. д. / 40.21889° пн. ш. 79.48917° зх. д. (40.218902, -79.489190).  За даними Бюро перепису населення США в 2010 році переписна місцевість мала площу 5,65 км², уся площа — суходіл.

## Демографія
Згідно з переписом 2010 року, у переписній місцевості мешкала 1241 особа в 506 домогосподарствах у складі 378 родин. Густота населення становила 220 осіб/км².  Було 555 помешкань (98/км²).
Расовий склад населення:
| - 99,3 % — білих - 0,2 % — корінних американців - 0,1 % — чорних або афроамериканців |

До двох чи більше рас належало 0,2 %. Частка іспаномовних становила 0,3 % від усіх жителів.
За віковим діапазоном населення розподілялося таким чином: 19,6 % — особи молодші 18 років, 62,5 % — особи у віці 18—64 років, 17,9 % — особи у віці 65 років та старші. Медіана віку мешканця становила 45,2 року. На 100 осіб жіночої статі у переписній місцевості припадало 94,8 чоловіків;  на 100 жінок у віці від 18 років та старших — 97,6 чоловіків також старших 18 років.
Середній дохід на одне домашнє господарство  становив 57 387 доларів США (медіана — 49 297), а середній дохід на одну сім'ю — 63 660 доларів (медіана — 55 677). За межею бідності перебувало 10,2 % осіб, у тому числі 13,1 % дітей у віці до 18 років та 8,0 % осіб у віці 65 років та старших.
Цивільне працевлаштоване населення становило 723 особи. Основні галузі зайнятості: виробництво — 18,8 %, освіта, охорона здоров'я та соціальна допомога — 18,7 %, роздрібна торгівля — 16,9 %.